# New Thing at Newport
| Recensione | Giudizio |
| ---------- | -------- |
| Down Beat  | [ 1 ]    |
| AllMusic   | [ 2 ]    |

New Thing at Newport è un album live dei musicisti jazz statunitensi John Coltrane e Archie Shepp registrato nel 1965 durante le loro esibizioni al Newport Jazz Festival. Il titolo del disco fa riferimento a come veniva chiamato il nuovo e rivoluzionario genere musicale free jazz durante gli anni sessanta, la "new thing" ("la cosa nuova"), del quale l'album è impregnato.

## Il disco
Il disco comprende la registrazione parziale dei due concerti separati tenuti al Festival Jazz di Newport del 1965 dai due quartetti di John Coltrane e di Archie Shepp, due artisti veri e propri simboli del free jazz (almeno nell'ultima parte di carriera per quanto riguarda Coltrane). Il set di Coltrane si apre con il discorso di Padre Norman O' Connor che presenta il gruppo, a cui segue One Down, One Up, in una versione estesa, passionale e dal grande impatto emotivo. Nel concerto vero e proprio seguiva poi My Favorite Things, uno dei brani "manifesto" di Coltrane, esclusa però dalla versione su LP uscita originariamente nel 1965 e reintegrata solamente nella ristampa in formato CD del 2000 (questa versione del brano era comunque in precedenza già disponibile in altri dischi).
Finita l'esibizione di Coltrane, entra in scena Archie Sheep.  Sono subito chiare le differenze stilistiche tra i due; il suono di Shepp e della sua band è maggiormente onirico, ipnotico, rumoreggiante, complicato e totalmente "free", dove invece Coltrane era ancora parzialmente legato agli stilemi dell'hard bop. Ma è altresì chiaro come lo stesso Shepp fosse influenzato a sua volta dallo stile di Coltrane. Infine la tematica principale dei brani suonati da Shepp è fortemente impregnata dalle polemiche verso la segregazione razziale e la difficile situazione della popolazione dei neri in America.

## Tracce

### Versione LP 1966(Impulse! A(S)-94)e CD 2009
Lato 1
1. Spoken introduction to John Coltrane's set by Father Norman O'Connor – 1:08
2. One Down One Up (dal set di Coltrane) – 12:28
3. Rufus (Swung His Face At Last To The Wind, Then His Neck Snapped) (dal set di Shepp) – 4:58

Lato 2 (dal set di Shepp)
1. Le Matin Des Noire (sic) – 7:39
2. Scag – 3:04
3. Call Me By My Rightful Name – 6:19

### Edizione CD 2000
Note: Per la prima volta, i brani sono presentati nell'ordine in cui furono eseguiti.
1. Spoken introduction to John Coltrane's set by Father Norman O'Connor – 1:08
2. One Down One Up – 12:42
3. My Favorite Things – 15:14; Spoken conclusion to John Coltrane's set by Father Norman O'Connor
4. Spoken introduction to Archie Shepp's set by Billy Taylor – 1:41
5. Gingerbread, Gingerbread Boy – 10:26
6. Call Me By My Rightful Name – 6:38
7. Scag – 3:19
8. Rufus (Swung His Face At Last To The Wind, Then His Neck Snapped) – 5:17
9. Le Matin Des Noire – 8:20

## Formazione
Registrato il 2 luglio 1965 al Newport Jazz Festival.
- John Coltrane — sax tenore/sax soprano
- McCoy Tyner — pianoforte
- Jimmy Garrison — contrabbasso
- Elvin Jones — batteria

- Archie Shepp — sax tenore, eccetto Scag, recitato
- Bobby Hutcherson — vibrafono
- Barre Phillips — contrabbasso
- Joe Chambers — batteria